# 草坡旋花
草坡旋花（学名：Convolvulus steppicola）是旋花科旋花属的植物，为中国的特有植物。分布于中国大陆的云南等地，生长于海拔1,600米的地区，目前尚未由人工引种栽培。